# Rhinella fernandezae
Espèce
Synonymes
- Bufo granulosus fernandezae Gallardo, 1957
- Bufo fernandezae Gallardo, 1957

Statut de conservation UICN

 LC  : Préoccupation mineure
Rhinella fernandezae est une espèce d'amphibiens de la famille des Bufonidae.

## Répartition
Cette espèce se rencontre en dessous de 600 m d'altitude, :
- dans le nord de l'Argentine dans les provinces de Buenos Aires, de Córdoba, de Corrientes, d'Entre Ríos, de La Pampa et de Santa Fe ;
- dans le sud du Paraguay ;
- en Uruguay dans les départements de Canelones, de Colonia, de Montevideo, de Río Negro et de San José ;
- dans le sud du Brésil dans l'État du Rio Grande do Sul.

## Description

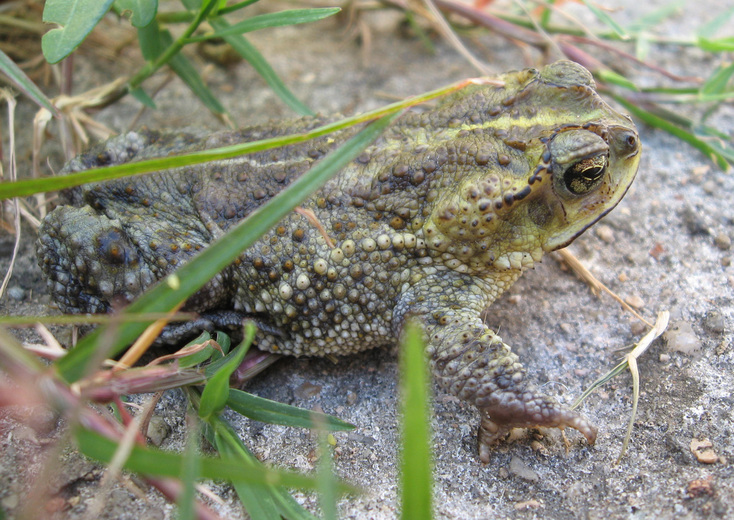
Rhinella fernandezae

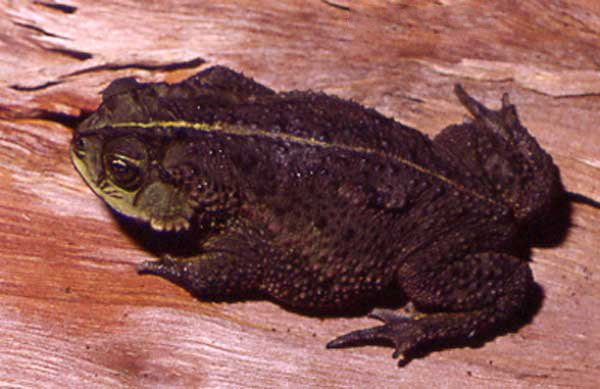
Rhinella fernandezae

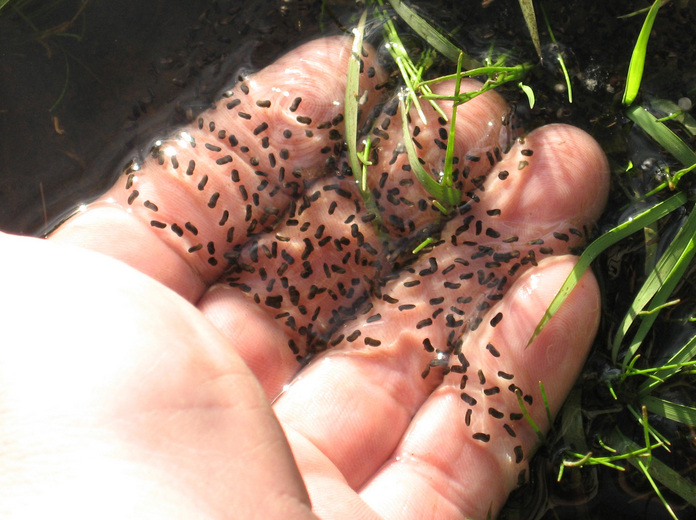
Rhinella fernandezae

Les mâles mesurent de 38,2 à 67,3 mm et les femelles de 40 à 76,4 mm.

## Étymologie
Cette espèce est nommée en l'honneur de Kati Fernández.

## Publication originale
- Gallardo, 1957 : Las subespecies argentinas de Bufo granulosus Spix. Revista del Museo Argentino de cienicas Naturales "Bernardino Rivadavia" e Instituto Nacional de Investigacion de las Ciencias Naturales Zoologia, vol. 3, p. 337-374.